# Čierna Lehota (Bánovce nad Bebravou)
Čierna Lehota (bis 1927 slowakisch „Černolehôta“ oder „Čierna Lehôta“; ungarisch Csarnólak – bis 1907 Csernolehota) ist eine Gemeinde im Westen der Slowakei mit 144 Einwohnern (Stand 31. Dezember 2024), die zum Okres Bánovce nad Bebravou, einem Teil des Trenčiansky kraj, gehört.

## Geographie
Die Gemeinde befindet sich im südwestlichen Teil des Gebirges Strážovské vrchy, im Quellbereich der Bebrava. Das Ortszentrum liegt auf einer Höhe von 390 m n.m. und ist 25 Kilometer von Bánovce nad Bebravou entfernt.
Nachbargemeinden sind Valaská Belá im Norden und Osten, Kšinná im Südosten, Trebichava im Süden, Šípkov im Südwesten und Westen und Dolná Poruba im Nordwesten.

## Geschichte
Čierna Lehota wurde im frühen 14. Jahrhundert nach deutschem Recht gegründet und zum ersten Mal 1389 als Cherna Lehota schriftlich erwähnt und war Bestandteil des Herrschaftsgebiets der Burg Uhrovec. 1598 gab es eine Mühle und 34 Häuser im Ort, 1720 wohnten sieben Steuerpflichtige und es standen zwei Mühlen in Čierna Lehota, 1784 hatte die Ortschaft 51 Häuser, 78 Familien und 441 Einwohner, 1828 zählte man 38 Häuser und 322 Einwohner, die als Landwirte beschäftigt waren.
Bis 1918 gehörte der im Komitat Trentschin liegende Ort zum Königreich Ungarn und kam danach zur Tschechoslowakei beziehungsweise heute Slowakei. In der ersten tschechoslowakischen Republik waren neben Landwirtschaft Holzfällerei und Weidewirtschaft weitere Einnahmequellen, dazu arbeiteten die Einwohner als Saisonarbeiter an umliegenden Großgütern oder im Ausland. Die Einwohner unterstützten verschiedene Partisanengruppen im Zweiten Weltkrieg und nahmen am Slowakischen Nationalaufstand teil.

## Bevölkerung
| Jahr                | 1994 | 2004     | 2014     | 2024    |
| ------------------- | ---- | -------- | -------- | ------- |
| Anzahl der Personen | 192  | 151      | 110      | 110     |
| Unterschied         |      | −21,35 % | −27,15 % | −1,42 % |

| Jahr                | 2023 | 2024    |
| ------------------- | ---- | ------- |
| Anzahl der Personen | 112  | 110     |
| Unterschied         |      | −1,78 % |

Nach der Volkszählung 2011 wohnten in Čierna Lehota 131 Einwohner, davon 130 Slowaken. Ein Einwohner machte keine Angabe zur Ethnie.
122 Einwohner bekannten sich zur römisch-katholischen Kirche und fünf Einwohner zur Evangelischen Kirche A. B. Zwei Einwohner waren konfessionslos und bei zwei Einwohnern wurde die Konfession nicht ermittelt.